# Тимениця
Тимениця (пол. Tymienica) — село в Польщі, у гміні Озоркув Зґерського повіту Лодзинського воєводства.
Населення — 146 осіб (2011).

## Демографія
Демографічна структура станом на 31 березня 2011 року:
|          | Загалом | Допрацездатний вік | Працездатний вік | Постпрацездатний вік |
| -------- | ------- | ------------------ | ---------------- | -------------------- |
| Чоловіки | 74      | 19                 | 49               | 6                    |
| Жінки    | 72      | 19                 | 34               | 19                   |
| Разом    | 146     | 38                 | 83               | 25                   |